# 사회주의적 여성주의
사회주의적 여성주의(영어: socialist feminism) 또는 사회주의 페미니즘은 여성의 삶의 공공 및 민간 분야 모두에 초점을 맞추고 여성 억압의 경제적, 문화적 억압을 모두 없애기 위한 노력에 의해 달성될 수 있다고 주장한다.
그들은 자본주의가 남성, 여성 모두에게 차별과 억압의 대상이 되었다고 주장하며, 급진적인 사회주의적 여성주의자들은 가부장제와 자본주의 폐지만이 성차별을 없앨 수 있다고 주장한다. 소수의 사회주의적 남성주의자들이 주장하는 바와 다르면서도 유사하다.

## 같이 보기
- 여성주의
- 사회주의
- 마르크스주의 여성주의
- 무정부 여성주의(아나카 페미니즘)
- 남성주의
- 평등주의
- 페미나치
- 여성주도 반여성주의(en:Women Against Feminism, WAF)